# جان ویتوویچ
جان ویتوویچ (انگلیسی: John Wojtowicz؛ ۹ مارس ۱۹۴۵ – ۲ ژانویهٔ ۲۰۰۶) سارق بانک اهل ایالات متحده آمریکا بود. فیلم بعدازظهر سگی در سال ۱۹۷۵ براساس زندگی او ساخته شده‌است.

## زندگی
ویتوویچ در سال ۱۹۴۵ از پدری صربستانی و مادری ایتالیایی آمریکایی زاده‌شد. او در ارتش آمریکا در جریان جنگ ویتنام خدمت کرد. وویتویچ بار اول در سال ۱۹۶۷ ازدواج کرد که حاصل آن دو فرزند بود. او پس از طلاق، با زنی تراجنسیتی به نام الیزابت ادن آشنا شد و با او ازدواج کرد.
ویتوویچ در سال ۱۹۷۲ تلاش کرد با دستبرد زدن به شعبه‌ای از بانک چیس در بروکلین، هزینه عمل تغییر جنسیت الیزابت ادن را تأمین کند.